# ブルーム郡 (ニューヨーク州)
ブルーム郡（英: Broome County）は、アメリカ合衆国ニューヨーク州の南部中央に位置する郡である。人口は19万8683人（2020年）。郡庁所在地はビンガムトンであり、同郡で人口最大の都市である。郡名はブルーム郡が設立された1806年にニューヨーク州副知事を務めていたジョン・ブルームに因んで名づけられた。郡内には、ニューヨーク州立大学システムの中でも主要な4大学の1つであるビンガムトン大学がある。
ブルーム郡はビンガムトン大都市圏に属している。

## 歴史
1683年にニューヨーク植民地で郡が作られたとき、現在のブルーム郡地域はオールバニ郡に属していた。これは巨大な郡であり、ニューヨーク州北部とバーモント州の全てを含んでおり、さらに理論的には西の太平洋岸まで広がっていた。1766年7月3日に、カンバーランド郡を分離し、1770年3月16日にグロスター郡を分離したが、どちらも現在はバーモント州に含まれている。
1772年3月12日、オールバニ郡の残りが3つに分割され、1つはオールバニ郡の名前で残った。1つは西部に作られたトライアン郡だった。トライアン郡の東部境界は現在のスケネクタディ市の西約5マイル (8 km) にあり、アディロンダック山地の西側と、デラウェア川西支流より西の領域を含んでいた。トライオン郡に指定された地域には現在のニューヨーク州37郡が入っている。ニューヨーク植民地総督のウィリアム・トライアンに因んで名付けられた。
1776年に先立つ年に、トライアン郡のロイヤリストは大半がカナダに逃亡した。オノンダガ族は、アメリカ人開拓者による侵略を止めることを期待して、イギリスと同盟したイロコイ連邦4部族の1つだった。戦後、ニューヨーク州内にあった領土の大半を譲渡させられた。オノンダガ族の多くはジョセフ・ブラントや他の部族と共にカナダに移動し、補償のための土地を与えられ、グランド川ファースト・ネーションの6部族を結成した。
1789年、モンゴメリー郡からオンタリオ郡が分離した。このときのオンタリオ郡は現在の領域よりもかなり広かった。現在のアリゲイニー郡、カタラウガス郡、シャトークア郡、エリー郡、ジェネシー郡、モンロー郡、ナイアガラ郡、オーリンズ郡、スチューベン郡、ワイオミング郡、イェーツ郡の全体と、スカイラー郡、ウェイン郡の一部が含まれていた。
1791年、モンゴメリー郡からタイオガ郡が、ハーキマー郡やオチゴ郡と共に分離した。当時のタイオガ郡は現在のブルーム郡とシェマング郡およびシェナンゴ郡とスカイラー郡の一部を含んでいた。
1789年、タイオガ郡からシェマング郡が分離された。シェマング郡の領域にはスカイラー郡も含まれていた。またタイオガ郡の一部とハーキマー郡の一部を合わせてシェナンゴ郡が作られた。
1806年、ブルーム郡がタイオガ郡から分離して設立された。

## 地理
ブルーム郡はニューヨーク州南部中央にあり、ペンシルベニア州境に接している。州内でサザン・ティアと呼ばれる地域に入っている。シェナンゴ川とサスケハナ川が合流し、郡内を流れている。
郡の西半分は丘陵が多いが、ビンガムトンとその郊外部を収める広いバレーがある。北部では州間高速道路81号線が氷河に侵食された別のバレーを通っている。その東の地形は岩がちであり、キャッツキル山地に向かって標高を上げている。
郡内最高地点は、サンフォードの町にある無名丘陵の頂上であり、スローソンと呼ばれる全米測地局のベンチマークがある。標高は2,087フィート (636 m) である。その東、デラウェア郡との郡境にあるオクアガクリーク州立公園も同じ等高線にある。最低地点はペンシルベニア州境のサスケハナ川沿いで、標高864フィート (263 m) である。
アメリカ合衆国国勢調査局に拠れば、郡域全面積は715平方マイル (1,851.8 km2)であり、このうち陸地707平方マイル (1,831.1 km2)、水域は9平方マイル (23.3 km2)で水域率は1.21%である。

### 主要高規格道路
- 州間高速道路81号線
- 州間高速道路88号線（ウォーレン・M・アンダーソン上院議員イクスプレスウェイ / サスケハナ・イクスプレスウェイ）
- アメリカ国道11号線
- ニューヨーク州道17号線（サザン・ティア・イクスプレスウェイ）
- ニューヨーク州道17C号線
- ニューヨーク州道12号線
- ニューヨーク州道26号線
- ニューヨーク州道41号線
- ニューヨーク州道79号線
- ニューヨーク州道434号線

### 隣接する郡
- シェナンゴ郡 - 北
- デラウェア郡 - 東
- ウェイン郡 (ペンシルベニア州) - 南東
- サスケハナ郡 (ペンシルベニア州) - 南
- タイオガ郡 - 西
- コートランド郡 - 北西

## 人口動態
以下は2000年国勢調査による人口統計データである。
| 基礎データ - 人口: 200,536 人 - 世帯数: 80,749 世帯 - 家族数: 50,225 家族 - 人口密度: 110人/km2（284人/mi2） - 住居数: 88,817 軒 - 住居密度: 49軒/km2（126軒/mi2） 人種別人口構成 - 白人: 91.33% - アフリカン・アメリカン: 3.28% - ネイティブ・アメリカン: 0.19% - アジア人: 2.79% - 太平洋諸島系: 0.03% - その他の人種: 0.79% - 混血: 1.59% - ヒスパニック・ラテン系: 1.99% 先祖による構成 - アイルランド系：16.1% - イタリア系：13.3% - ドイツ系：12.3% - イギリス系：11.6% - アメリカ人：6.4% - ポーランド系：5.7% 言語による構成 - 英語：91.4% - スペイン語：2.0% - イタリア語：1.1% 年齢別人口構成 - 18歳未満: 23.0% - 18-24歳: 11.0% - 25-44歳: 26.8% - 45-64歳: 22.8% - 65歳以上: 16.4% - 年齢の中央値: 38歳 - 性比（女性100人あたり男性の人口） - 総人口: 93.2 - 18歳以上: 89.9 | 世帯と家族（対世帯数） - 18歳未満の子供がいる: 28.2% - 結婚・同居している夫婦: 47.6% - 未婚・離婚・死別女性が世帯主: 10.8% - 非家族世帯: 37.8% - 単身世帯: 31.0% - 65歳以上の老人1人暮らし: 12.4% - 平均構成人数 - 世帯: 2.37人 - 家族: 2.97人 収入と家計 - 収入の中央値 - 世帯: 35,347米ドル - 家族: 45,422米ドル - 性別 - 男性: 34,426米ドル - 女性: 24,542米ドル - 人口1人あたり収入: 19,168米ドル - 貧困線以下 - 対人口: 12.8% - 対家族数: 8.8% - 18歳未満: 15.9% - 65歳以上: 7.2% |

## 郡政府
ブルーム郡政府の事務所はビンガムトン中心街ホーリー通り60にあるガバメント・プラザのエドウィン・L・クロウフォード郡事務所ビルに入っている。

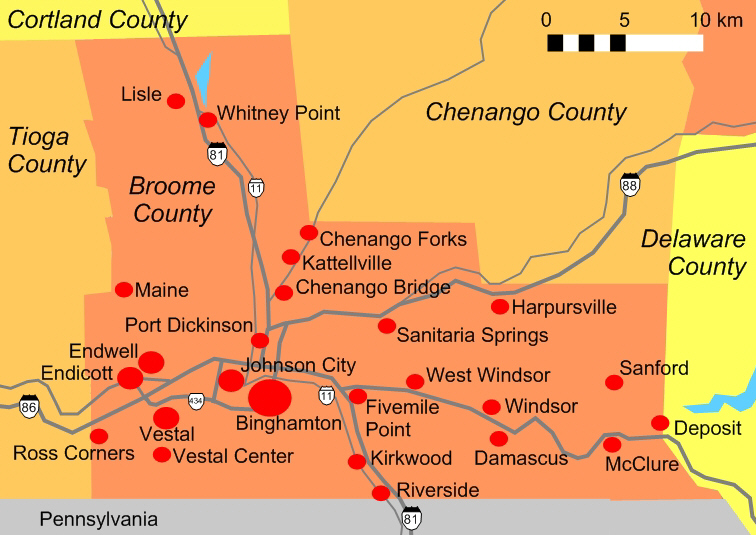
ブルーム郡の自治体

## 都市と町
- ビンガムトン市
- ビンガムトン町
- バーカー町
- シェナンゴ町
- コールズビル町
- コンクリン町
- デポジット村
- ディキンソン町
- エンディコット村
- エンドウェル（ハムレット）
- フェントン町
- ジョンソンシティ村
- カークウッド町
- ライル村
- ライル町
- メイン町
- ナンティコーク町
- ポートディキンソン村
- サンフォード町
- トライアングル町
- ユニオン町
- ベスタル町
- ウェストコーナーズ（ハムレット）
- ウェストーバー（ハムレット）
- ウィットニーポイント村
- ウィンザー村
- ウィンザー町

## 教育
- ビンガムトン大学、学生数 14.000人
- ブルーム・コミュニティカレッジ、2年制、准学士を取得できる
- デイビス・カレッジ、小規模私立キリスト教系カレッジ、ジョンソンシティ
- リドリー・ローウェル工業学校、職業訓練校

## 著名な出身者
- ジャン・カサドシュ、クラシック・ピアニスト
- エクスターミネーター、サラブレッド競走馬、愛称は"オールドボーンズ"（老骨）、1922年の年間最優秀馬、1918年のケンタッキーダービーで優勝
- ジョン・ガードナー、小説家、随筆家、批評家、講演家、著書に『オクトーバー・ライト』、『太陽の対話』、『グレンデル』など
- ビリー・マーチン、メジャーリーグベースボール選手、ニューヨーク・ヤンキース、監督
- 落合秀彦、空手家、作家、俳優
- カミール・パーリア、哲学者、著作家、編集者、講演家、情報工作員
- ロッド・サーリング、映画・劇脚本家、テレビSF映画『トワイライト・ゾーン (1959年)』で著名
- ジャック・シャーキー、1931年から1933年のボクシング世界ヘビー級チャンピオン、本名はジョセフ・ポール・クコシェイ